# يالي قورت
يالي قورت (بالفارسية: یالی‌قورت) هي مستوطنة تقع في قسم تشاراويماق المركزي في إيران. يقدر عدد سكانها بـ 53 نسمة .